# Братская улица (Киев)
Бра́тская у́лица (укр. Бра́тська ву́лиця) — улица в Подольском районе города Киева, местность Подол. Пролегает от Игоревской до Ильинской улицы.
Примыкают улицы Андреевская и Борисоглебская.

## История
Братская — одна из древнейших улиц Киева. Имела название Влади́мирская. В древние времена вела от Почтовой станции до Братского монастыря (частично сохранился), от названия монастыря в 1869 году получила современное название. По её нынешней линии улица была проложена после перепланировки Подола по проекту петербургского архитектора Вильяма Гесте в 1812 году, но о её бывшем направлении свидетельствует положение дома № 2, сооружённого в XVIII ст.

## Застройка
Братская улица, параллельная ей улица Сагайдачного и прилегающие улицы Андреевская, Игоревская, Ильинская, Борисоглебская — образуют архитектурный ансамбль старого Подола, здания построены в стилях позднего классицизма и (реже) русского модерна.
Дома № 5, 8, 9, 12, 11, 13, 15/9 сооружены в XIX — в начале XX века.

### Памятники архитектуры и исторически ценные здания
- № 1/9 — бывший особняк К. Сорокиной. Построен по проекту архитектора В. Николаева. Единственное здание, сохранившееся от усадьбы, принадлежавшей К. Сорокиной (конец XIX — начало XX века).
- № 2 — Хлебный магазин магистрата, со временем пересыльная тюрьма (1760-е годы; арх. И. Григорович-Барский).
- № 7 — бывший отель «Московский»;
- № 14 — доходный дом (нач. XX в.).

## Выдающиеся личности
В здании № 2 в пересыльной тюрьмы удерживался Тарас Шевченко, а в здании № 7 в 1854 году жила писательница Марко Вовчок.

## Учреждения
- ТОВ «Киевтелеком» (дом № 3)
- Киевский профессиональный лицей водного транспорта (дом № 12)
- Дошкольное учебное заведение № 307 (дом № 7/11)